# Bunuri mobile din domeniul numismatică clasate în patrimoniul cultural național al României aflate în județul Bihor
Acestă listă conține bunurile mobile din domeniul numismatică clasate în Patrimoniul cultural național al României aflate la momentul clasării în județul Bihor.

## Fond
| Foto | Informații generale       | Detalii tehnice                                                                                         | Descriere | Deținător                       | Legături |
| ---- | ------------------------- | --- | --- | ------------------------------- | -------- |
|      | Półtorak koronny          | Datare: 1624 Școală: Monetăriile Coroanei Descoperit: jud. BIHOR, com. AUȘEU, GROȘI Material: Ag        | Descriere avers: Scut scartelat: în cartierele 1 și 3 acvila poloneză, în cartierele 2 și 4 cavalerul lituaniann; în inima scutului, blazonul Casei Vasa Descriere revers: Globul cruciger, sub cruce valoarea nominala (1/24) Descriere exergă: - Legendă revers: * MONE · NO (însemn monetar) REG · POLO *                                                     | Muzeul Țării Crișurilor, Oradea | Cimec    |
|      | Półtorak koronny          | Datare: 1638 Descoperit: jud. BIHOR, com. AUȘEU, GROȘI Material: Ag                                     | Descriere avers: În scutul scartelat stema Transilvaniei, în inima scutului, blazonul Rakoczi, iar deasupra lui coroana princiară. Descriere revers: Globul cruciger, sub cruce valoarea nominala (1/24) Descriere exergă: - Legendă revers: · MONE · NO - REG · TRA ·                                                                                           | Muzeul Țării Crișurilor, Oradea | Cimec    |
|      | Półtorak koronny          | Datare: 1620 Școală: Monetăriile Coroanei Descoperit: jud. BIHOR, com. AUȘEU, GROȘI Material: Ag        | Descriere avers: Scut scartelat: în cartierele 1 și 3 acvila poloneză, în cartierele 2 și 4 cavalerul lituaniann; în inima scutului, blazonul Casei Vasa Descriere revers: Globul cruciger, sub cruce valoarea nominala (1/24) Descriere exergă: - Legendă revers: * MONE · NO (însemn monetar) REG · POLO *                                                     | Muzeul Țării Crișurilor, Oradea | Cimec    |
|      | Półtorak koronny          | Datare: 1625 Școală: Monetăriile Coroanei Descoperit: jud. BIHOR, com. AUȘEU, GROȘI Material: Ag        | Descriere avers: Scut scartelat: în cartierele 1 și 3 acvila poloneză, în cartierele 2 și 4 cavalerul lituaniann; în inima scutului, blazonul Casei Vasa Descriere revers: Globul cruciger, sub cruce valoarea nominala (1/24) Descriere exergă: - Legendă revers: * MONE · NO (însemn monetar) REG · POLO *                                                     | Muzeul Țării Crișurilor, Oradea | Cimec    |
|      | Półtorak koronny          | Datare: 1620 Școală: Monetăriile Coroanei Descoperit: jud. BIHOR, com. AUȘEU, GROȘI Material: Ag        | Descriere avers: Scut scartelat: în cartierele 1 și 3 acvila poloneză, în cartierele 2 și 4 cavalerul lituaniann; în inima scutului, blazonul Casei Vasa Descriere revers: Globul cruciger, sub cruce valoarea nominala (1/24) Descriere exergă: - Legendă revers: * MONE · NO (însemn monetar) REG · POLO *                                                     | Muzeul Țării Crișurilor, Oradea | Cimec    |
|      | Półtorak elbląski         | Datare: 1634 Școală: Elbing (atelierul suedez) Descoperit: jud. BIHOR, com. AUȘEU, GROȘI Material: Ag   | Descriere avers: Scut scartelat cu armele Regatului Suediei; în mijloc un sceptru, deasupra coroana regală care împarte legenda Descriere revers: Globul cruciger, sub cruce valoarea nominala (1/24) Legendă revers: (…) O (·) (însemn monetar) REG · SVE · | Muzeul Țării Crișurilor, Oradea | Cimec    |
|      | Półtorak koronny          | Datare: 1620 Școală: Monetăriile Coroanei Descoperit: jud. BIHOR, com. AUȘEU, GROȘI Material: Ag        | Descriere avers: Scut scartelat: în cartierele 1 și 3 acvila poloneză, în cartierele 2 și 4 cavalerul lituaniann; în inima scutului, blazonul Casei Vasa Descriere revers: Globul cruciger, sub cruce valoarea nominala (1/24) Descriere exergă: - Legendă revers: * MONE · NO (însemn monetar) REG · POLO *                                                     | Muzeul Țării Crișurilor, Oradea | Cimec    |
|      | Półtorak koronny          | Datare: 1625 Școală: Monetăriile Coroanei Descoperit: jud. BIHOR, com. AUȘEU, GROȘI Material: Ag        | Descriere avers: Scut scartelat: în cartierele 1 și 3 acvila poloneză, în cartierele 2 și 4 cavalerul lituaniann; în inima scutului, blazonul Casei Vasa Descriere revers: Globul cruciger, sub cruce valoarea nominala (1/24) Descriere exergă: - Legendă revers: * MONE · NO (însemn monetar) REG · POLO *                                                     | Muzeul Țării Crișurilor, Oradea | Cimec    |
|      | Półtorak koronny          | Datare: 1619 Școală: Monetăriile Coroanei Descoperit: jud. BIHOR, com. AUȘEU, GROȘI Material: Ag        | Descriere avers: Scut scartelat: în cartierele 1 și 3 acvila poloneză, în cartierele 2 și 4 cavalerul lituaniann; în inima scutului, blazonul Casei Vasa Descriere revers: Globul cruciger, sub cruce valoarea nominala (1/24) Descriere exergă: - Legendă revers: * MONE · NO (însemn monetar) REG · POLO *                                                     | Muzeul Țării Crișurilor, Oradea | Cimec    |
|      | Półtorak koronny          | Datare: 1621 Școală: Monetăriile Coroanei Descoperit: jud. BIHOR, com. AUȘEU, GROȘI Material: Ag        | Descriere avers: Scut scartelat: în cartierele 1 și 3 acvila poloneză, în cartierele 2 și 4 cavalerul lituaniann; în inima scutului, blazonul Casei Vasa Descriere revers: Globul cruciger, sub cruce valoarea nominala (1/24) Descriere exergă: - Legendă revers: * MONE · NO (însemn monetar) REG · POLO *                                                     | Muzeul Țării Crișurilor, Oradea | Cimec    |
|      | Półtorak koronny          | Datare: 1623 Școală: Monetăriile Coroanei Descoperit: jud. BIHOR, com. AUȘEU, GROȘI Material: Ag        | Descriere avers: Scut scartelat: în cartierele 1 și 3 acvila poloneză, în cartierele 2 și 4 cavalerul lituaniann; în inima scutului, blazonul Casei Vasa Descriere revers: Globul cruciger, sub cruce valoarea nominala (1/24) Descriere exergă: - Legendă revers: * MONE · NO (însemn monetar) REG · POLO *                                                     | Muzeul Țării Crișurilor, Oradea | Cimec    |
|      | Dreipölker                | Datare: 1621 Descoperit: jud. BIHOR, com. AUȘEU, GROȘI Material: Ag                                     | Descriere avers: Globul cruciger, sub cruce valoarea nominala (1/24) Descriere revers: Scut scartelat cu armele Brandenburgului, Pomeraniei, Ducatelor Kleve și Jülich; în mijloc un sceptru, deasupra coroana ducală care împarte legenda Legendă revers: DIEV & MON (3) DROICT                                                                                 | Muzeul Țării Crișurilor, Oradea | Cimec    |
|      | Półtorak koronny          | Datare: 1623 Școală: Monetăriile Coroanei Descoperit: jud. BIHOR, com. AUȘEU, GROȘI Material: Ag        | Descriere avers: Scut scartelat: în cartierele 1 și 3 acvila poloneză, în cartierele 2 și 4 cavalerul lituaniann; în inima scutului, blazonul Casei Vasa Descriere revers: Globul cruciger, sub cruce valoarea nominala (1/24) Descriere exergă: - Legendă revers: * MONE · NO (însemn monetar) REG · POLO *                                                     | Muzeul Țării Crișurilor, Oradea | Cimec    |
|      | Półtorak koronny          | Datare: 1624 Școală: Monetăriile Coroanei Descoperit: jud. BIHOR, com. AUȘEU, GROȘI Material: Ag        | Descriere avers: Scut scartelat: în cartierele 1 și 3 acvila poloneză, în cartierele 2 și 4 cavalerul lituaniann; în inima scutului, blazonul Casei Vasa Descriere revers: Globul cruciger, sub cruce valoarea nominala (1/24) Descriere exergă: - Legendă revers: * MONE · NO (însemn monetar) REG · POLO *                                                     | Muzeul Țării Crișurilor, Oradea | Cimec    |
|      | Półtorak koronny          | Datare: 1621 Școală: Monetăriile Coroanei Descoperit: jud. BIHOR, com. AUȘEU, GROȘI Material: Ag        | Descriere avers: Scut scartelat: în cartierele 1 și 3 acvila poloneză, în cartierele 2 și 4 cavalerul lituaniann; în inima scutului, blazonul Casei Vasa Descriere revers: Globul cruciger, sub cruce valoarea nominala (1/24) Descriere exergă: - Legendă revers: * MONE · NO (însemn monetar) REG · POLO *                                                     | Muzeul Țării Crișurilor, Oradea | Cimec    |
|      | Półtorak koronny          | Datare: 1621 Școală: Monetăriile Coroanei Descoperit: jud. BIHOR, com. AUȘEU, GROȘI Material: Ag        | Descriere avers: Scut scartelat: în cartierele 1 și 3 acvila poloneză, în cartierele 2 și 4 cavalerul lituaniann; în inima scutului, blazonul Casei Vasa Descriere revers: Globul cruciger, sub cruce valoarea nominala (1/24) Descriere exergă: - Legendă revers: * MONE · NO (însemn monetar) REG · POLO *                                                     | Muzeul Țării Crișurilor, Oradea | Cimec    |
|      | Półtorak koronny          | Datare: 1624 Școală: Monetăriile Coroanei Descoperit: jud. BIHOR, com. AUȘEU, GROȘI Material: Ag        | Descriere avers: Scut scartelat: în cartierele 1 și 3 acvila poloneză, în cartierele 2 și 4 cavalerul lituaniann; în inima scutului, blazonul Casei Vasa Descriere revers: Globul cruciger, sub cruce valoarea nominala (1/24) Descriere exergă: - Legendă revers: * MONE · NO (însemn monetar) REG · POLO *                                                     | Muzeul Țării Crișurilor, Oradea | Cimec    |
|      | Półtorak koronny          | Datare: 1624 Școală: Monetăriile Coroanei Descoperit: jud. BIHOR, com. AUȘEU, GROȘI Material: Ag        | Descriere avers: Scut scartelat: în cartierele 1 și 3 acvila poloneză, în cartierele 2 și 4 cavalerul lituaniann; în inima scutului, blazonul Casei Vasa Descriere revers: Globul cruciger, sub cruce valoarea nominala (1/24) Descriere exergă: - Legendă revers: * MONE · NO (însemn monetar) REG · POLO *                                                     | Muzeul Țării Crișurilor, Oradea | Cimec    |
|      | Półtorak koronny          | Datare: 1623 Școală: Monetăriile Coroanei Descoperit: jud. BIHOR, com. AUȘEU, GROȘI Material: Ag        | Descriere avers: Scut scartelat: în cartierele 1 și 3 acvila poloneză, în cartierele 2 și 4 cavalerul lituaniann; în inima scutului, blazonul Casei Vasa Descriere revers: Globul cruciger, sub cruce valoarea nominala (1/24) Descriere exergă: - Legendă revers: * MONE · NO (însemn monetar) REG · POLO *                                                     | Muzeul Țării Crișurilor, Oradea | Cimec    |
|      | Półtorak koronny          | Datare: 1623 Școală: Monetăriile Coroanei Descoperit: jud. BIHOR, com. AUȘEU, GROȘI Material: Ag        | Descriere avers: Scut scartelat: în cartierele 1 și 3 acvila poloneză, în cartierele 2 și 4 cavalerul lituaniann; în inima scutului, blazonul Casei Vasa Descriere revers: Globul cruciger, sub cruce valoarea nominala (1/24) Descriere exergă: - Legendă revers: * MONE · NO (însemn monetar) REG · POLO *                                                     | Muzeul Țării Crișurilor, Oradea | Cimec    |
|      | Półtorak koronny          | Datare: 1621 Școală: Monetăriile Coroanei Descoperit: jud. BIHOR, com. AUȘEU, GROȘI Material: Ag        | Descriere avers: Scut scartelat: în cartierele 1 și 3 acvila poloneză, în cartierele 2 și 4 cavalerul lituaniann; în inima scutului, blazonul Casei Vasa Descriere revers: Globul cruciger, sub cruce valoarea nominala (1/24) Descriere exergă: - Legendă revers: * MONE · NO (însemn monetar) REG · POLO *                                                     | Muzeul Țării Crișurilor, Oradea | Cimec    |
|      | Półtorak koronny          | Datare: 1624 Școală: Monetăriile Coroanei Descoperit: jud. BIHOR, com. AUȘEU, GROȘI Material: Ag        | Descriere avers: Scut scartelat: în cartierele 1 și 3 acvila poloneză, în cartierele 2 și 4 cavalerul lituaniann; în inima scutului, blazonul Casei Vasa Descriere revers: Globul cruciger, sub cruce valoarea nominala (1/24) Descriere exergă: - Legendă revers: * MONE · NO (însemn monetar) REG · POLO *                                                     | Muzeul Țării Crișurilor, Oradea | Cimec    |
|      | Dreipölker                | Datare: 1624 Descoperit: jud. BIHOR, com. AUȘEU, GROȘI Material: Ag                                     | Descriere avers: Scut scartelat cu armele Brandenburgului, Pomeraniei, Ducatelor Kleve și Jülich; în mijloc un sceptru, deasupra coroana ducală care împarte legenda Descriere revers: Globul cruciger, sub cruce valoarea nominala (1/24) Legendă revers: MONE NOVA DVC PRVS                                                                                    | Muzeul Țării Crișurilor, Oradea | Cimec    |
|      | Półtorak koronny          | Datare: 1624 Școală: Monetăriile Coroanei Descoperit: jud. BIHOR, com. AUȘEU, GROȘI Material: Ag        | Descriere avers: Scut scartelat: în cartierele 1 și 3 acvila poloneză, în cartierele 2 și 4 cavalerul lituaniann; în inima scutului, blazonul Casei Vasa Descriere revers: Globul cruciger, sub cruce valoarea nominala (1/24) Descriere exergă: - Legendă revers: * MONE · NO (însemn monetar) REG · POLO *                                                     | Muzeul Țării Crișurilor, Oradea | Cimec    |
|      | Półtorak koronny          | Datare: 1623 Școală: Monetăriile Coroanei Descoperit: jud. BIHOR, com. AUȘEU, GROȘI Material: Ag        | Descriere avers: Scut scartelat: în cartierele 1 și 3 acvila poloneză, în cartierele 2 și 4 cavalerul lituaniann; în inima scutului, blazonul Casei Vasa Descriere revers: Globul cruciger, sub cruce valoarea nominala (1/24) Descriere exergă: - Legendă revers: * MONE · NO (însemn monetar) REG · POLO *                                                     | Muzeul Țării Crișurilor, Oradea | Cimec    |
|      | Półtorak koronny          | Datare: 1623 Școală: Monetăriile Coroanei Descoperit: jud. BIHOR, com. AUȘEU, GROȘI Material: Ag        | Descriere avers: Scut scartelat: în cartierele 1 și 3 acvila poloneză, în cartierele 2 și 4 cavalerul lituaniann; în inima scutului, blazonul Casei Vasa Descriere revers: Globul cruciger, sub cruce valoarea nominala (1/24) Descriere exergă: - Legendă revers: * MONE · NO (însemn monetar) REG · POLO *                                                     | Muzeul Țării Crișurilor, Oradea | Cimec    |
|      | 3 groși (szóstak koronny) | Datare: 1622 Școală: Monetăriile Coroanei Descoperit: jud. BIHOR, com. AUȘEU, GROȘI Material: Ag        | Descriere avers: Efigia regelui (gulerul supradimensionat) Descriere revers: În primul registru însemnul valorii, urmat de registrul cu acvila regală poloneză, blazonul familie Vasa și cavalerul lituanian, între acestea cifrele milesimului Descriere exergă: - Legendă revers: · III · /1 - 6 - 2 - 2 / GROS · ARGE / TRIP · REGN / POLONI /                | Muzeul Țării Crișurilor, Oradea | Cimec    |
|      | Półtorak koronny          | Datare: 1626 Școală: Monetăriile Coroanei Descoperit: jud. BIHOR, com. AUȘEU, GROȘI Material: Ag        | Descriere avers: Scut scartelat: în cartierele 1 și 3 acvila poloneză, în cartierele 2 și 4 cavalerul lituaniann; în inima scutului, blazonul Casei Vasa Descriere revers: Globul cruciger, sub cruce valoarea nominala (1/24) Descriere exergă: - Legendă revers: * MONE · NO (însemn monetar) REG · POLO *                                                     | Muzeul Țării Crișurilor, Oradea | Cimec    |
|      | Półtorak koronny          | Datare: 1625 Școală: Monetăriile Coroanei Descoperit: jud. BIHOR, com. AUȘEU, GROȘI Material: Ag        | Descriere avers: Scut scartelat: în cartierele 1 și 3 acvila poloneză, în cartierele 2 și 4 cavalerul lituaniann; în inima scutului, blazonul Casei Vasa Descriere revers: Globul cruciger, sub cruce valoarea nominala (1/24) Descriere exergă: - Legendă revers: * MONE · NO (însemn monetar) REG · POLO *                                                     | Muzeul Țării Crișurilor, Oradea | Cimec    |
|      | Półtorak koronny          | Datare: 1624 Școală: Monetăriile Coroanei Descoperit: jud. BIHOR, com. AUȘEU, GROȘI Material: Ag        | Descriere avers: Scut scartelat: în cartierele 1 și 3 acvila poloneză, în cartierele 2 și 4 cavalerul lituaniann; în inima scutului, blazonul Casei Vasa Descriere revers: Globul cruciger, sub cruce valoarea nominala (1/24) Descriere exergă: - Legendă revers: * MONE · NO (însemn monetar) REG · POLO *                                                     | Muzeul Țării Crișurilor, Oradea | Cimec    |
|      | Półtorak koronny          | Datare: 1624 Școală: Monetăriile Coroanei Descoperit: jud. BIHOR, com. AUȘEU, GROȘI Material: Ag        | Descriere avers: Scut scartelat: în cartierele 1 și 3 acvila poloneză, în cartierele 2 și 4 cavalerul lituaniann; în inima scutului, blazonul Casei Vasa Descriere revers: Globul cruciger, sub cruce valoarea nominala (1/24) Descriere exergă: - Legendă revers: * MONE · NO (însemn monetar) REG · POLO *                                                     | Muzeul Țării Crișurilor, Oradea | Cimec    |
|      | Półtorak koronny          | Datare: 1622 Școală: Monetăriile Coroanei Descoperit: jud. BIHOR, com. AUȘEU, GROȘI Material: Ag        | Descriere avers: Scut scartelat: în cartierele 1 și 3 acvila poloneză, în cartierele 2 și 4 cavalerul lituaniann; în inima scutului, blazonul Casei Vasa Descriere revers: Globul cruciger, sub cruce valoarea nominala (1/24) Descriere exergă: - Legendă revers: * MONE · NO (însemn monetar) REG · POLO *                                                     | Muzeul Țării Crișurilor, Oradea | Cimec    |
|      | Półtorak koronny          | Datare: 1622 Școală: Monetăriile Coroanei Descoperit: jud. BIHOR, com. AUȘEU, GROȘI Material: Ag        | Descriere avers: Scut scartelat: în cartierele 1 și 3 acvila poloneză, în cartierele 2 și 4 cavalerul lituaniann; în inima scutului, blazonul Casei Vasa Descriere revers: Globul cruciger, sub cruce valoarea nominala (1/24) Descriere exergă: - Legendă revers: * MONE · NO (însemn monetar) REG · POLO *                                                     | Muzeul Țării Crișurilor, Oradea | Cimec    |
|      | Półtorak koronny          | Datare: 1624 Școală: Monetăriile Coroanei Descoperit: jud. BIHOR, com. AUȘEU, GROȘI Material: Ag        | Descriere avers: Scut scartelat: în cartierele 1 și 3 acvila poloneză, în cartierele 2 și 4 cavalerul lituaniann; în inima scutului, blazonul Casei Vasa Descriere revers: Globul cruciger, sub cruce valoarea nominala (1/24) Descriere exergă: - Legendă revers: * MONE · NO (însemn monetar) REG · POLO *                                                     | Muzeul Țării Crișurilor, Oradea | Cimec    |
|      | Półtorak koronny          | Datare: 1627 Școală: Monetăriile Coroanei Descoperit: jud. BIHOR, com. AUȘEU, GROȘI Material: Ag        | Descriere avers: Scut scartelat: în cartierele 1 și 3 acvila poloneză, în cartierele 2 și 4 cavalerul lituaniann; în inima scutului, blazonul Casei Vasa Descriere revers: Globul cruciger, sub cruce valoarea nominala (1/24) Descriere exergă: - Legendă revers: * MONE · NO (însemn monetar) REG · POLO *                                                     | Muzeul Țării Crișurilor, Oradea | Cimec    |
|      | Półtorak koronny          | Datare: 1624 Școală: Monetăriile Coroanei Descoperit: jud. BIHOR, com. AUȘEU, GROȘI Material: Ag        | Descriere avers: Scut scartelat: în cartierele 1 și 3 acvila poloneză, în cartierele 2 și 4 cavalerul lituaniann; în inima scutului, blazonul Casei Vasa Descriere revers: Globul cruciger, sub cruce valoarea nominala (1/24) Descriere exergă: - Legendă revers: * MONE · NO (însemn monetar) REG · POLO *                                                     | Muzeul Țării Crișurilor, Oradea | Cimec    |
|      | Półtorak koronny          | Datare: 1624 Școală: Monetăriile Coroanei Descoperit: jud. BIHOR, com. AUȘEU, GROȘI Material: Ag        | Descriere avers: Scut scartelat: în cartierele 1 și 3 acvila poloneză, în cartierele 2 și 4 cavalerul lituaniann; în inima scutului, blazonul Casei Vasa Descriere revers: Globul cruciger, sub cruce valoarea nominala (1/24) Descriere exergă: - Legendă revers: * MONE · NO (însemn monetar) REG · POLO *                                                     | Muzeul Țării Crișurilor, Oradea | Cimec    |
|      | Półtorak koronny          | Datare: 1627 Școală: Monetăriile Coroanei Descoperit: jud. BIHOR, com. AUȘEU, GROȘI Material: Ag        | Descriere avers: Scut scartelat: în cartierele 1 și 3 acvila poloneză, în cartierele 2 și 4 cavalerul lituaniann; în inima scutului, blazonul Casei Vasa Descriere revers: Globul cruciger, sub cruce valoarea nominala (1/24) Descriere exergă: - Legendă revers: * MONE · NO (însemn monetar) REG · POLO *                                                     | Muzeul Țării Crișurilor, Oradea | Cimec    |
|      | Dreipölker                | Datare: 1625 Descoperit: jud. BIHOR, com. AUȘEU, GROȘI Material: Ag                                     | Descriere avers: Scut scartelat cu armele Brandenburgului, Pomeraniei, Ducatelor Kleve și Jülich; în mijloc un sceptru, deasupra coroana ducală care împarte legenda Descriere revers: Globul cruciger, sub cruce valoarea nominala (1/24) Legendă revers: MONE NO - DVC PRVS                                                                                    | Muzeul Țării Crișurilor, Oradea | Cimec    |
|      | Półtorak koronny          | Datare: 1624 Școală: Monetăriile Coroanei Descoperit: jud. BIHOR, com. AUȘEU, GROȘI Material: Ag        | Descriere avers: Scut scartelat: în cartierele 1 și 3 acvila poloneză, în cartierele 2 și 4 cavalerul lituaniann; în inima scutului, blazonul Casei Vasa Descriere revers: Globul cruciger, sub cruce valoarea nominala (1/24) Descriere exergă: - Legendă revers: * MONE · NO (însemn monetar) REG · POLO *                                                     | Muzeul Țării Crișurilor, Oradea | Cimec    |
|      | Półtorak elbląski         | Datare: 1633 Școală: Elbing (atelierul suedez) Descoperit: jud. BIHOR, com. AUȘEU, GROȘI Material: Ag   | Descriere avers: Scut scartelat cu armele Regatului Suediei; în mijloc un sceptru, deasupra coroana regală care împarte legenda Descriere revers: Globul cruciger, sub cruce valoarea nominala (1/24) Legendă revers: MON · NO (·) (însemn monetar) (·) REG · SVE ·                                                                                              | Muzeul Țării Crișurilor, Oradea | Cimec    |
|      | Półtorak koronny          | Datare: 1621 Școală: Monetăriile Coroanei Descoperit: jud. BIHOR, com. AUȘEU, GROȘI Material: Ag        | Descriere avers: Scut scartelat: în cartierele 1 și 3 acvila poloneză, în cartierele 2 și 4 cavalerul lituaniann; în inima scutului, blazonul Casei Vasa Descriere revers: Globul cruciger, sub cruce valoarea nominala (1/24) Descriere exergă: - Legendă revers: * MONE · NO (însemn monetar) REG · POLO *                                                     | Muzeul Țării Crișurilor, Oradea | Cimec    |
|      | Półtorak koronny          | Datare: 1624 Școală: Monetăriile Coroanei Descoperit: jud. BIHOR, com. AUȘEU, GROȘI Material: Ag        | Descriere avers: Scut scartelat: în cartierele 1 și 3 acvila poloneză, în cartierele 2 și 4 cavalerul lituaniann; în inima scutului, blazonul Casei Vasa Descriere revers: Globul cruciger, sub cruce valoarea nominala (1/24) Descriere exergă: - Legendă revers: * MONE · NO (însemn monetar) REG · POLO *                                                     | Muzeul Țării Crișurilor, Oradea | Cimec    |
|      | Półtorak koronny          | Datare: 1625 Școală: Monetăriile Coroanei Descoperit: jud. BIHOR, com. AUȘEU, GROȘI Material: Ag        | Descriere avers: Scut scartelat: în cartierele 1 și 3 acvila poloneză, în cartierele 2 și 4 cavalerul lituaniann; în inima scutului, blazonul Casei Vasa Descriere revers: Globul cruciger, sub cruce valoarea nominala (1/24) Descriere exergă: - Legendă revers: * MONE · NO (însemn monetar) REG · POLO *                                                     | Muzeul Țării Crișurilor, Oradea | Cimec    |
|      | Półtorak koronny          | Datare: 1622 Școală: Monetăriile Coroanei Descoperit: jud. BIHOR, com. AUȘEU, GROȘI Material: Ag        | Descriere avers: Scut scartelat: în cartierele 1 și 3 acvila poloneză, în cartierele 2 și 4 cavalerul lituaniann; în inima scutului, blazonul Casei Vasa Descriere revers: Globul cruciger, sub cruce valoarea nominala (1/24) Descriere exergă: - Legendă revers: * MONE · NO (însemn monetar) REG · POLO *                                                     | Muzeul Țării Crișurilor, Oradea | Cimec    |
|      | Dreipölker                | Datare: 1627 Descoperit: jud. BIHOR, com. AUȘEU, GROȘI Material: Ag                                     | Descriere avers: Scut scartelat cu armele Brandenburgului, Pomeraniei, Ducatelor Kleve și Jülich; în mijloc un sceptru, deasupra coroana ducală care împarte legenda Descriere revers: Globul cruciger, sub cruce valoarea nominala (1/24) Legendă revers: MONE · NO (însemn monetar) DVC · PRVS ·                                                               | Muzeul Țării Crișurilor, Oradea | Cimec    |
|      | Półtorak elbląski         | Datare: 1630 Școală: Elbing Descoperit: jud. BIHOR, com. AUȘEU, GROȘI Material: Ag                      | Descriere avers: Scut scartelat cu armele Regatului Suediei; în mijloc un sceptru, deasupra coroana regală care împarte legenda Descriere revers: Globul cruciger, sub cruce valoarea nominala (1/24) Legendă revers: MON : NO : (însemn monetar) CIVI : ELB ·                                                                                                   | Muzeul Țării Crișurilor, Oradea | Cimec    |
|      | Półtorak koronny          | Datare: 1623 Școală: Monetăriile Coroanei Descoperit: jud. BIHOR, com. AUȘEU, GROȘI Material: Ag        | Descriere avers: Scut scartelat: în cartierele 1 și 3 acvila poloneză, în cartierele 2 și 4 cavalerul lituaniann; în inima scutului, blazonul Casei Vasa Descriere revers: Globul cruciger, sub cruce valoarea nominala (1/24) Descriere exergă: - Legendă revers: * MONE · NO (însemn monetar) REG · POLO *                                                     | Muzeul Țării Crișurilor, Oradea | Cimec    |
|      | Półtorak koronny          | Datare: 1624 Școală: Monetăriile Coroanei Descoperit: jud. BIHOR, com. AUȘEU, GROȘI Material: Ag        | Descriere avers: Scut scartelat: în cartierele 1 și 3 acvila poloneză, în cartierele 2 și 4 cavalerul lituaniann; în inima scutului, blazonul Casei Vasa Descriere revers: Globul cruciger, sub cruce valoarea nominala (1/24) Descriere exergă: - Legendă revers: * MONE · NO (însemn monetar) REG · POLO *                                                     | Muzeul Țării Crișurilor, Oradea | Cimec    |
|      | Półtorak koronny          | Datare: 1624 Școală: Monetăriile Coroanei Descoperit: jud. BIHOR, com. AUȘEU, GROȘI Material: Ag        | Descriere avers: Scut scartelat: în cartierele 1 și 3 acvila poloneză, în cartierele 2 și 4 cavalerul lituaniann; în inima scutului, blazonul Casei Vasa Descriere revers: Globul cruciger, sub cruce valoarea nominala (1/24) Descriere exergă: - Legendă revers: * MONE · NO (însemn monetar) REG · POLO *                                                     | Muzeul Țării Crișurilor, Oradea | Cimec    |
|      | Półtorak koronny          | Datare: 1623 Școală: Monetăriile Coroanei Descoperit: jud. BIHOR, com. AUȘEU, GROȘI Material: Ag        | Descriere avers: Scut scartelat: în cartierele 1 și 3 acvila poloneză, în cartierele 2 și 4 cavalerul lituaniann; în inima scutului, blazonul Casei Vasa Descriere revers: Globul cruciger, sub cruce valoarea nominala (1/24) Descriere exergă: - Legendă revers: * MONE · NO (însemn monetar) REG · POLO *                                                     | Muzeul Țării Crișurilor, Oradea | Cimec    |
|      | Półtorak koronny          | Datare: 1623 Școală: Monetăriile Coroanei Descoperit: jud. BIHOR, com. AUȘEU, GROȘI Material: Ag        | Descriere avers: Scut scartelat: în cartierele 1 și 3 acvila poloneză, în cartierele 2 și 4 cavalerul lituaniann; în inima scutului, blazonul Casei Vasa Descriere revers: Globul cruciger, sub cruce valoarea nominala (1/24) Descriere exergă: - Legendă revers: * MONE · NO (însemn monetar) REG · POLO *                                                     | Muzeul Țării Crișurilor, Oradea | Cimec    |
|      | Półtorak elbląski         | Datare: 1633 Școală: Elbing (atelierul suedez) Descoperit: jud. BIHOR, com. AUȘEU, GROȘI Material: Ag   | Descriere avers: Scut scartelat cu armele Regatului Suediei; în mijloc un sceptru, deasupra coroana regală care împarte legenda Descriere revers: Globul cruciger, sub cruce valoarea nominala (1/24) Legendă revers: MON · NO (·) (însemn monetar) (·) REG · SVE ·                                                                                              | Muzeul Țării Crișurilor, Oradea | Cimec    |
|      | Półtorak koronny          | Datare: 1622 Școală: Monetăriile Coroanei Descoperit: jud. BIHOR, com. AUȘEU, GROȘI Material: Ag        | Descriere avers: Scut scartelat: în cartierele 1 și 3 acvila poloneză, în cartierele 2 și 4 cavalerul lituaniann; în inima scutului, blazonul Casei Vasa Descriere revers: Globul cruciger, sub cruce valoarea nominala (1/24) Descriere exergă: - Legendă revers: * MONE · NO (însemn monetar) REG · POLO *                                                     | Muzeul Țării Crișurilor, Oradea | Cimec    |
|      | Półtorak koronny          | Datare: 1623 Școală: Monetăriile Coroanei Descoperit: jud. BIHOR, com. AUȘEU, GROȘI Material: Ag        | Descriere avers: Scut scartelat: în cartierele 1 și 3 acvila poloneză, în cartierele 2 și 4 cavalerul lituaniann; în inima scutului, blazonul Casei Vasa Descriere revers: Globul cruciger, sub cruce valoarea nominala (1/24) Descriere exergă: - Legendă revers: * MONE · NO (însemn monetar) REG · POLO *                                                     | Muzeul Țării Crișurilor, Oradea | Cimec    |
|      | Półtorak koronny          | Datare: 1622 Școală: Monetăriile Coroanei Descoperit: jud. BIHOR, com. AUȘEU, GROȘI Material: Ag        | Descriere avers: Scut scartelat: în cartierele 1 și 3 acvila poloneză, în cartierele 2 și 4 cavalerul lituaniann; în inima scutului, blazonul Casei Vasa Descriere revers: Globul cruciger, sub cruce valoarea nominala (1/24) Descriere exergă: - Legendă revers: * MONE · NO (însemn monetar) REG · POLO *                                                     | Muzeul Țării Crișurilor, Oradea | Cimec    |
|      | Dreipölker                | Datare: 1625 Descoperit: jud. BIHOR, com. AUȘEU, GROȘI Material: Ag                                     | Descriere avers: Scut scartelat cu armele Brandenburgului, Pomeraniei, Ducatelor Kleve și Jülich; în mijloc un sceptru, deasupra coroana ducală care împarte legenda Descriere revers: Globul cruciger, sub cruce valoarea nominala (1/24) Legendă revers: MONE NO (însemn monetar) DVC PRVS                                                                     | Muzeul Țării Crișurilor, Oradea | Cimec    |
|      | Półtorak koronny          | Datare: 1623 Școală: Monetăriile Coroanei Descoperit: jud. BIHOR, com. AUȘEU, GROȘI Material: Ag        | Descriere avers: Scut scartelat: în cartierele 1 și 3 acvila poloneză, în cartierele 2 și 4 cavalerul lituaniann; în inima scutului, blazonul Casei Vasa Descriere revers: Globul cruciger, sub cruce valoarea nominala (1/24) Descriere exergă: - Legendă revers: * MONE · NO (însemn monetar) REG · POLO *                                                     | Muzeul Țării Crișurilor, Oradea | Cimec    |
|      | Dreipölker                | Datare: 1635 Școală: Elbing Descoperit: jud. BIHOR, com. AUȘEU, GROȘI Material: Ag                      | Descriere avers: Scut scartelat cu armele Regatului Suediei, în mijloc un sceptru, deasupra coroana regală care împarte legenda Descriere revers: Globul cruciger, sub cruce valoarea nominala (1/24) Legendă revers: MON · NO (însemn monetar) REG · SVE · | Muzeul Țării Crișurilor, Oradea | Cimec    |
|      | Półtorak koronny          | Datare: 1622 Școală: Monetăriile Coroanei Descoperit: jud. BIHOR, com. AUȘEU, GROȘI Material: Ag        | Descriere avers: Scut scartelat: în cartierele 1 și 3 acvila poloneză, în cartierele 2 și 4 cavalerul lituaniann; în inima scutului, blazonul Casei Vasa Descriere revers: Globul cruciger, sub cruce valoarea nominala (1/24) Descriere exergă: - Legendă revers: * MONE · NO (însemn monetar) REG · POLO *                                                     | Muzeul Țării Crișurilor, Oradea | Cimec    |
|      | 3 groși (szóstak koronny) | Datare: 1622 Școală: Monetăriile Coroanei Descoperit: jud. BIHOR, com. AUȘEU, GROȘI Material: Ag        | Descriere avers: Efigia regelui (gulerul supradimensionat) Descriere revers: În primul registru însemnul valorii, urmat de registrul cu acvila regală poloneză, blazonul familie Vasa și cavalerul lituanian, între acestea cifrele milesimului Descriere exergă: - Legendă revers: · III · /1- 6- 2- 2 / GROS · ARGE / TRIP · REGN / POLONI / (pe trei rînduri) | Muzeul Țării Crișurilor, Oradea | Cimec    |
|      | Półtorak koronny          | Datare: 1623 Școală: Monetăriile Coroanei Descoperit: jud. BIHOR, com. AUȘEU, GROȘI Material: Ag        | Descriere avers: Scut scartelat: în cartierele 1 și 3 acvila poloneză, în cartierele 2 și 4 cavalerul lituaniann; în inima scutului, blazonul Casei Vasa Descriere revers: Globul cruciger, sub cruce valoarea nominala (1/24) Descriere exergă: - Legendă revers: * MONE · NO (însemn monetar) REG · POLO *                                                     | Muzeul Țării Crișurilor, Oradea | Cimec    |
|      | Półtorak koronny          | Datare: 1625 Școală: Monetăriile Coroanei Descoperit: jud. BIHOR, com. AUȘEU, GROȘI Material: Ag        | Descriere avers: Scut scartelat: în cartierele 1 și 3 acvila poloneză, în cartierele 2 și 4 cavalerul lituaniann; în inima scutului, blazonul Casei Vasa Descriere revers: Globul cruciger, sub cruce valoarea nominala (1/24) Descriere exergă: - Legendă revers: * MONE · NO (însemn monetar) REG · POLO *                                                     | Muzeul Țării Crișurilor, Oradea | Cimec    |
|      | Półtorak koronny          | Datare: 1622 Școală: Monetăriile Coroanei Descoperit: jud. BIHOR, com. AUȘEU, GROȘI Material: Ag        | Descriere avers: Scut scartelat: în cartierele 1 și 3 acvila poloneză, în cartierele 2 și 4 cavalerul lituaniann; în inima scutului, blazonul Casei Vasa Descriere revers: Globul cruciger, sub cruce valoarea nominala (1/24) Descriere exergă: - Legendă revers: * MONE · NO (însemn monetar) REG · POLO *                                                     | Muzeul Țării Crișurilor, Oradea | Cimec    |
|      | Półtorak koronny          | Datare: 1620 Școală: Monetăriile Coroanei Descoperit: jud. BIHOR, com. AUȘEU, GROȘI Material: Ag        | Descriere avers: Scut scartelat: în cartierele 1 și 3 acvila poloneză, în cartierele 2 și 4 cavalerul lituanian; în inima scutului, blazonul Casei Vasa Descriere revers: Globul cruciger, sub cruce valoarea nominala (1/24) Descriere exergă: - Legendă revers: * MONE · NO (însemn monetar) REG · POLO *                                                      | Muzeul Țării Crișurilor, Oradea | Cimec    |
|      | Półtorak ryski            | Datare: 1624 Școală: Riga Descoperit: jud. BIHOR, com. AUȘEU, GROȘI Material: Ag                        | Descriere avers: Scut scartelat cu armele Regatului Suediei; în mijloc un sceptru, deasupra coroana regală care împarte legenda Descriere revers: Globul cruciger, sub cruce valoarea nominala (1/24) Legendă revers: * MON : NOVA (3) CIVI : RIGE : * | Muzeul Țării Crișurilor, Oradea | Cimec    |
|      | Półtorak koronny          | Datare: 1625 Școală: Monetăriile Coroanei Descoperit: jud. BIHOR, com. AUȘEU, GROȘI Material: Ag        | Descriere avers: Scut scartelat: în cartierele 1 și 3 acvila poloneză, în cartierele 2 și 4 cavalerul lituaniann; în inima scutului, blazonul Casei Vasa Descriere revers: Globul cruciger, sub cruce valoarea nominala (1/24) Descriere exergă: - Legendă revers: * MONE · NO (însemn monetar) REG · POLO *                                                     | Muzeul Țării Crișurilor, Oradea | Cimec    |
|      | Półtorak koronny          | Datare: 1623 Școală: Monetăriile Coroanei Descoperit: jud. BIHOR, com. AUȘEU, GROȘI Material: Ag        | Descriere avers: Scut scartelat: în cartierele 1 și 3 acvila poloneză, în cartierele 2 și 4 cavalerul lituaniann; în inima scutului, blazonul Casei Vasa Descriere revers: Globul cruciger, sub cruce valoarea nominala (1/24) Descriere exergă: - Legendă revers: * MONE · NO (însemn monetar) REG · POLO *                                                     | Muzeul Țării Crișurilor, Oradea | Cimec    |
|      | Półtorak koronny          | Datare: 1624 Școală: Monetăriile Coroanei Descoperit: jud. BIHOR, com. AUȘEU, GROȘI Material: Ag        | Descriere avers: Scut scartelat: în cartierele 1 și 3 acvila poloneză, în cartierele 2 și 4 cavalerul lituaniann; în inima scutului, blazonul Casei Vasa Descriere revers: Globul cruciger, sub cruce valoarea nominala (1/24) Descriere exergă: - Legendă revers: * MONE · NO (însemn monetar) REG · POLO *                                                     | Muzeul Țării Crișurilor, Oradea | Cimec    |
|      | Półtorak koronny          | Datare: 1625 Școală: Monetăriile Coroanei Descoperit: jud. BIHOR, com. AUȘEU, GROȘI Material: Ag        | Descriere avers: Scut scartelat: în cartierele 1 și 3 acvila poloneză, în cartierele 2 și 4 cavalerul lituaniann; în inima scutului, blazonul Casei Vasa Descriere revers: Globul cruciger, sub cruce valoarea nominala (1/24) Descriere exergă: - Legendă revers: * MONE · NO (însemn monetar) REG · POLO *                                                     | Muzeul Țării Crișurilor, Oradea | Cimec    |
|      | Półtorak koronny          | Datare: 1623 Școală: Monetăriile Coroanei Descoperit: jud. BIHOR, com. AUȘEU, GROȘI Material: Ag        | Descriere avers: Scut scartelat: în cartierele 1 și 3 acvila poloneză, în cartierele 2 și 4 cavalerul lituaniann; în inima scutului, blazonul Casei Vasa Descriere revers: Globul cruciger, sub cruce valoarea nominala (1/24) Descriere exergă: - Legendă revers: * MONE · NO (însemn monetar) REG · POLO *                                                     | Muzeul Țării Crișurilor, Oradea | Cimec    |
|      | Półtorak koronny          | Datare: An ilizibil Școală: Monetăriile Coroanei Descoperit: jud. BIHOR, com. AUȘEU, GROȘI Material: Ag | Descriere avers: Scut scartelat: în cartierele 1 și 3 acvila poloneză, în cartierele 2 și 4 cavalerul lituaniann; în inima scutului, blazonul Casei Vasa Descriere revers: Globul cruciger, sub cruce valoarea nominala (1/24) Descriere exergă: - Legendă revers: * MONE · NO (însemn monetar) REG · POLO *                                                     | Muzeul Țării Crișurilor, Oradea | Cimec    |
|      | Półtorak koronny          | Datare: 1623 Școală: Monetăriile Coroanei Descoperit: jud. BIHOR, com. AUȘEU, GROȘI Material: Ag        | Descriere avers: Scut scartelat: în cartierele 1 și 3 acvila poloneză, în cartierele 2 și 4 cavalerul lituaniann; în inima scutului, blazonul Casei Vasa Descriere revers: Globul cruciger, sub cruce valoarea nominala (1/24) Descriere exergă: - Legendă revers: * MONE · NO (însemn monetar) REG · POLO *                                                     | Muzeul Țării Crișurilor, Oradea | Cimec    |
|      | Półtorak koronny          | Datare: 1625 Școală: Monetăriile Coroanei Descoperit: jud. BIHOR, com. AUȘEU, GROȘI Material: Ag        | Descriere avers: Scut scartelat: în cartierele 1 și 3 acvila poloneză, în cartierele 2 și 4 cavalerul lituaniann; în inima scutului, blazonul Casei Vasa Descriere revers: Globul cruciger, sub cruce valoarea nominala (1/24) Descriere exergă: - Legendă revers: * MONE · NO (însemn monetar) REG · POLO *                                                     | Muzeul Țării Crișurilor, Oradea | Cimec    |
|      | Półtorak koronny          | Datare: 1624 Școală: Monetăriile Coroanei Descoperit: jud. BIHOR, com. AUȘEU, GROȘI Material: Ag        | Descriere avers: Scut scartelat: în cartierele 1 și 3 acvila poloneză, în cartierele 2 și 4 cavalerul lituaniann; în inima scutului, blazonul Casei Vasa Descriere revers: Globul cruciger, sub cruce valoarea nominala (1/24) Descriere exergă: - Legendă revers: * MONE · NO (însemn monetar) REG · POLO *                                                     | Muzeul Țării Crișurilor, Oradea | Cimec    |
|      | Półtorak koronny          | Datare: 1626 Școală: Monetăriile Coroanei Descoperit: jud. BIHOR, com. AUȘEU, GROȘI Material: Ag        | Descriere avers: Scut scartelat: în cartierele 1 și 3 acvila poloneză, în cartierele 2 și 4 cavalerul lituaniann; în inima scutului, blazonul Casei Vasa Descriere revers: Globul cruciger, sub cruce valoarea nominala (1/24) Descriere exergă: - Legendă revers: * MONE · NO (însemn monetar) REG · POLO *                                                     | Muzeul Țării Crișurilor, Oradea | Cimec    |
|      | Półtorak koronny          | Datare: 1623 Școală: Monetăriile Coroanei Descoperit: jud. BIHOR, com. AUȘEU, GROȘI Material: Ag        | Descriere avers: Scut scartelat: în cartierele 1 și 3 acvila poloneză, în cartierele 2 și 4 cavalerul lituaniann; în inima scutului, blazonul Casei Vasa Descriere revers: Globul cruciger, sub cruce valoarea nominala (1/24) Descriere exergă: - Legendă revers: * MONE · NO (însemn monetar) REG · POLO *                                                     | Muzeul Țării Crișurilor, Oradea | Cimec    |
|      | Półtorak koronny          | Datare: 1625 Școală: Monetăriile Coroanei Descoperit: jud. BIHOR, com. AUȘEU, GROȘI Material: Ag        | Descriere avers: Scut scartelat: în cartierele 1 și 3 acvila poloneză, în cartierele 2 și 4 cavalerul lituaniann; în inima scutului, blazonul Casei Vasa Descriere revers: Globul cruciger, sub cruce valoarea nominala (1/24) Descriere exergă: - Legendă revers: * MONE · NO (însemn monetar) REG · POLO *                                                     | Muzeul Țării Crișurilor, Oradea | Cimec    |
|      | Półtorak koronny          | Datare: 1623 Școală: Monetăriile Coroanei Descoperit: jud. BIHOR, com. AUȘEU, GROȘI Material: Ag        | Descriere avers: Scut scartelat: în cartierele 1 și 3 acvila poloneză, în cartierele 2 și 4 cavalerul lituaniann; în inima scutului, blazonul Casei Vasa Descriere revers: Globul cruciger, sub cruce valoarea nominala (1/24) Descriere exergă: - Legendă revers: * MONE · NO (însemn monetar) REG · POLO *                                                     | Muzeul Țării Crișurilor, Oradea | Cimec    |
|      | Dreipölker                | Datare: 1635 Școală: Elbing Descoperit: jud. BIHOR, com. AUȘEU, GROȘI Material: Ag                      | Descriere avers: Scut scartelat cu armele Regatului Suediei; în mijloc un sceptru, deasupra coroana regală care împarte legenda Descriere revers: Globul cruciger, sub cruce valoarea nominala (1/24) Legendă revers: MON · NO (însemn monetar) REG · SVE · | Muzeul Țării Crișurilor, Oradea | Cimec    |
|      | Półtorak koronny          | Datare: 1622 Școală: Monetăriile Coroanei Descoperit: jud. BIHOR, com. AUȘEU, GROȘI Material: Ag        | Descriere avers: Scut scartelat: în cartierele 1 și 3 acvila poloneză, în cartierele 2 și 4 cavalerul lituaniann; în inima scutului, blazonul Casei Vasa Descriere revers: Globul cruciger, sub cruce valoarea nominala (1/24) Descriere exergă: - Legendă revers: * MONE · NO (însemn monetar) REG · POLO *                                                     | Muzeul Țării Crișurilor, Oradea | Cimec    |
|      | Półtorak koronny          | Datare: 1622 Școală: Monetăriile Coroanei Descoperit: jud. BIHOR, com. AUȘEU, GROȘI Material: Ag        | Descriere avers: Scut scartelat: în cartierele 1 și 3 acvila poloneză, în cartierele 2 și 4 cavalerul lituaniann; în inima scutului, blazonul Casei Vasa Descriere revers: Globul cruciger, sub cruce valoarea nominala (1/24) Descriere exergă: - Legendă revers: * MONE · NO (însemn monetar) REG · POLO *                                                     | Muzeul Țării Crișurilor, Oradea | Cimec    |
|      | Półtorak koronny          | Datare: 1624 Școală: Monetăriile Coroanei Descoperit: jud. BIHOR, com. AUȘEU, GROȘI Material: Ag        | Descriere avers: Scut scartelat: în cartierele 1 și 3 acvila poloneză, în cartierele 2 și 4 cavalerul lituaniann; în inima scutului, blazonul Casei Vasa Descriere revers: Globul cruciger, sub cruce valoarea nominala (1/24) Descriere exergă: - Legendă revers: * MONE · NO (însemn monetar) REG · POLO *                                                     | Muzeul Țării Crișurilor, Oradea | Cimec    |
|      | Półtorak koronny          | Datare: 1621 Școală: Monetăriile Coroanei Descoperit: jud. BIHOR, com. AUȘEU, GROȘI Material: Ag        | Descriere avers: Scut scartelat: în cartierele 1 și 3 acvila poloneză, în cartierele 2 și 4 cavalerul lituaniann; în inima scutului, blazonul Casei Vasa Descriere revers: Globul cruciger, sub cruce valoarea nominala (1/24) Descriere exergă: - Legendă revers: * MONE · NO (însemn monetar) REG · POLO *                                                     | Muzeul Țării Crișurilor, Oradea | Cimec    |
|      | Półtorak koronny          | Datare: 1624 Școală: Monetăriile Coroanei Descoperit: jud. BIHOR, com. AUȘEU, GROȘI Material: Ag        | Descriere avers: Scut scartelat: în cartierele 1 și 3 acvila poloneză, în cartierele 2 și 4 cavalerul lituaniann; în inima scutului, blazonul Casei Vasa Descriere revers: Globul cruciger, sub cruce valoarea nominala (1/24) Descriere exergă: - Legendă revers: * MONE · NO (însemn monetar) REG · POLO *                                                     | Muzeul Țării Crișurilor, Oradea | Cimec    |
|      | Półtorak koronny          | Datare: 1626 Școală: Monetăriile Coroanei Descoperit: jud. BIHOR, com. AUȘEU, GROȘI Material: Ag        | Descriere avers: Scut scartelat: în cartierele 1 și 3 acvila poloneză, în cartierele 2 și 4 cavalerul lituaniann; în inima scutului, blazonul Casei Vasa Descriere revers: Globul cruciger, sub cruce valoarea nominala (1/24) Descriere exergă: - Legendă revers: * MONE · NO (însemn monetar) REG · POLO *                                                     | Muzeul Țării Crișurilor, Oradea | Cimec    |
|      | Półtorak koronny          | Datare: 1620 Școală: Monetăriile Coroanei Descoperit: jud. BIHOR, com. AUȘEU, GROȘI Material: Ag        | Descriere avers: Scut scartelat: în cartierele 1 și 3 acvila poloneză, în cartierele 2 și 4 cavalerul lituaniann; în inima scutului, blazonul Casei Vasa Descriere revers: Globul cruciger, sub cruce valoarea nominala (1/24) Descriere exergă: - Legendă revers: * MONE · NO (însemn monetar) REG · POLO *                                                     | Muzeul Țării Crișurilor, Oradea | Cimec    |
|      | Półtorak koronny          | Datare: 1623 Școală: Monetăriile Coroanei Descoperit: jud. BIHOR, com. AUȘEU, GROȘI Material: Ag        | Descriere avers: Scut scartelat: în cartierele 1 și 3 acvila poloneză, în cartierele 2 și 4 cavalerul lituaniann; în inima scutului, blazonul Casei Vasa Descriere revers: Globul cruciger, sub cruce valoarea nominala (1/24) Descriere exergă: - Legendă revers: * MONE · NO (însemn monetar) REG · POLO *                                                     | Muzeul Țării Crișurilor, Oradea | Cimec    |
|      | Półtorak koronny          | Datare: 1624 Școală: Monetăriile Coroanei Descoperit: jud. BIHOR, com. AUȘEU, GROȘI Material: Ag        | Descriere avers: Scut scartelat: în cartierele 1 și 3 acvila poloneză, în cartierele 2 și 4 cavalerul lituaniann; în inima scutului, blazonul Casei Vasa Descriere revers: Globul cruciger, sub cruce valoarea nominala (1/24) Descriere exergă: - Legendă revers: * MONE · NO (însemn monetar) REG · POLO *                                                     | Muzeul Țării Crișurilor, Oradea | Cimec    |
|      | 3 groși (szóstak koronny) | Datare: 1622 Școală: Monetăriile Coroanei Descoperit: jud. BIHOR, com. AUȘEU, GROȘI Material: Ag        | Descriere avers: Efigia regelui (gulerul supradimensionat) Descriere revers: În primul registru însemnul valorii, urmat de registrul cu acvila regală poloneză, blazonul familie Vasa și cavalerul lituanian, între acestea cifrele milesimului Descriere exergă: - Legendă revers: · III · /1 - 6 - 2 - 2 / GROS · ARGE / TRIP · REGN / POLONI /                | Muzeul Țării Crișurilor, Oradea | Cimec    |
|      | Półtorak koronny          | Datare: 1626 Școală: Monetăriile Coroanei Descoperit: jud. BIHOR, com. AUȘEU, GROȘI Material: Ag        | Descriere avers: Scut scartelat: în cartierele 1 și 3 acvila poloneză, în cartierele 2 și 4 cavalerul lituaniann; în inima scutului, blazonul Casei Vasa Descriere revers: Globul cruciger, sub cruce valoarea nominala (1/24) Descriere exergă: - Legendă revers: * MONE · NO (însemn monetar) REG · POLO *                                                     | Muzeul Țării Crișurilor, Oradea | Cimec    |
|      | 3 groși (szóstak koronny) | Datare: 1622 Școală: Monetăriile Coroanei Descoperit: jud. BIHOR, com. AUȘEU, GROȘI Material: Ag        | Descriere avers: Efigia regelui (gulerul supradimensionat) Descriere revers: În primul registru însemnul valorii, urmat de registrul cu acvila regală poloneză, blazonul familie Vasa și cavalerul lituanian, între acestea cifrele milesimului Descriere exergă: - Legendă revers: · III · /1 - 6 - 2 - 2 / GROS · ARGE / TRIP · REGN / POLONI /                | Muzeul Țării Crișurilor, Oradea | Cimec    |
|      | Półtorak koronny          | Datare: 1622 Școală: Monetăriile Coroanei Descoperit: jud. BIHOR, com. AUȘEU, GROȘI Material: Ag        | Descriere avers: Scut scartelat: în cartierele 1 și 3 acvila poloneză, în cartierele 2 și 4 cavalerul lituaniann; în inima scutului, blazonul Casei Vasa Descriere revers: Globul cruciger, sub cruce valoarea nominala (1/24) Descriere exergă: - Legendă revers: * MONE · NO (însemn monetar) REG · POLO *                                                     | Muzeul Țării Crișurilor, Oradea | Cimec    |
|      | Półtorak koronny          | Datare: 1623 Școală: Monetăriile Coroanei Descoperit: jud. BIHOR, com. AUȘEU, GROȘI Material: Ag        | Descriere avers: Scut scartelat: în cartierele 1 și 3 acvila poloneză, în cartierele 2 și 4 cavalerul lituaniann; în inima scutului, blazonul Casei Vasa Descriere revers: Globul cruciger, sub cruce valoarea nominala (1/24) Descriere exergă: - Legendă revers: * MONE · NO (însemn monetar) REG · POLO *                                                     | Muzeul Țării Crișurilor, Oradea | Cimec    |
|      | Półtorak koronny          | Datare: 1622 Școală: Monetăriile Coroanei Descoperit: jud. BIHOR, com. AUȘEU, GROȘI Material: Ag        | Descriere avers: Scut scartelat: în cartierele 1 și 3 acvila poloneză, în cartierele 2 și 4 cavalerul lituaniann; în inima scutului, blazonul Casei Vasa Descriere revers: Globul cruciger, sub cruce valoarea nominala (1/24) Descriere exergă: - Legendă revers: * MONE · NO (însemn monetar) REG · POLO *                                                     | Muzeul Țării Crișurilor, Oradea | Cimec    |
|      | Dreipölker                | Datare: 1627 Descoperit: jud. BIHOR, com. AUȘEU, GROȘI Material: Ag                                     | Descriere avers: Scut scartelat cu armele Brandenburgului, Pomeraniei, Ducatelor Kleve și Jülich, în mijloc un sceptru, deasupra coroana ducală care împarte legenda Descriere revers: Globul cruciger, sub cruce valoarea nominala (1/24) Legendă revers: MONE · NO (însemn monetar) DVC · PRVS ·                                                               | Muzeul Țării Crișurilor, Oradea | Cimec    |
|      | Półtorak ryski            | Datare: 1623 Școală: Riga Descoperit: jud. BIHOR, com. AUȘEU, GROȘI Material: Ag                        | Descriere avers: Scut scartelat cu armele Regatului Suediei; în mijloc un sceptru, deasupra coroana regală care împarte legenda Descriere revers: Globul cruciger, sub cruce valoarea nominala (1/24) Legendă revers: * MON · NOVA (3) CIVI · RIGE · * | Muzeul Țării Crișurilor, Oradea | Cimec    |
|      | Półtorak koronny          | Datare: 1623 Școală: Monetăriile Coroanei Descoperit: jud. BIHOR, com. AUȘEU, GROȘI Material: Ag        | Descriere avers: Scut scartelat: în cartierele 1 și 3 acvila poloneză, în cartierele 2 și 4 cavalerul lituaniann; în inima scutului, blazonul Casei Vasa Descriere revers: Globul cruciger, sub cruce valoarea nominala (1/24) Descriere exergă: - Legendă revers: * MONE · NO (însemn monetar) REG · POLO *                                                     | Muzeul Țării Crișurilor, Oradea | Cimec    |
|      | Półtorak elbląski         | Datare: 1633 Școală: Elbing (atelierul suedez) Descoperit: jud. BIHOR, com. AUȘEU, GROȘI Material: Ag   | Descriere avers: Scut scartelat cu armele Regatului Suediei; în mijloc un sceptru, deasupra coroana regală care împarte legenda Descriere revers: Globul cruciger, sub cruce valoarea nominala (1/24) Legendă revers: MON · NO (·) (însemn monetar) (·) REG · SVE ·                                                                                              | Muzeul Țării Crișurilor, Oradea | Cimec    |
|      | Półtorak koronny          | Datare: 1624 Școală: Monetăriile Coroanei Descoperit: jud. BIHOR, com. AUȘEU, GROȘI Material: Ag        | Descriere avers: Scut scartelat: în cartierele 1 și 3 acvila poloneză, în cartierele 2 și 4 cavalerul lituaniann; în inima scutului, blazonul Casei Vasa Descriere revers: Globul cruciger, sub cruce valoarea nominala (1/24) Descriere exergă: - Legendă revers: * MONE · NO (însemn monetar) REG · POLO *                                                     | Muzeul Țării Crișurilor, Oradea | Cimec    |
|      | Półtorak koronny          | Datare: 1623 Școală: Monetăriile Coroanei Descoperit: jud. BIHOR, com. AUȘEU, GROȘI Material: Ag        | Descriere avers: Scut scartelat: în cartierele 1 și 3 acvila poloneză, în cartierele 2 și 4 cavalerul lituaniann; în inima scutului, blazonul Casei Vasa Descriere revers: Globul cruciger, sub cruce valoarea nominala (1/24) Descriere exergă: - Legendă revers: * MONE · NO (însemn monetar) REG · POLO *                                                     | Muzeul Țării Crișurilor, Oradea | Cimec    |
|      | Półtorak koronny          | Datare: An ilizibil Școală: Monetăriile Coroanei Descoperit: jud. BIHOR, com. AUȘEU, GROȘI Material: Ag | Descriere avers: Scut scartelat: în cartierele 1 și 3 acvila poloneză, în cartierele 2 și 4 cavalerul lituaniann; în inima scutului, blazonul Casei Vasa Descriere revers: Globul cruciger, sub cruce valoarea nominala (1/24) Descriere exergă: - Legendă revers: * MONE · NO (însemn monetar) REG · POLO *                                                     | Muzeul Țării Crișurilor, Oradea | Cimec    |
|      | Dreipölker                | Datare: 1623 Descoperit: jud. BIHOR, com. AUȘEU, GROȘI Material: Ag                                     | Descriere avers: Globul cruciger, sub cruce valoarea nominala (1/24) Descriere revers: Scut scartelat cu armele Brandenburgului, Pomeraniei, Ducatelor Kleve și Jülich; în mijloc un sceptru, deasupra coroana ducală care împarte legenda Legendă revers: DIEV & MON (3) DROICT                                                                                 | Muzeul Țării Crișurilor, Oradea | Cimec    |
|      | Półtorak koronny          | Datare: 1623 Școală: Monetăriile Coroanei Descoperit: jud. BIHOR, com. AUȘEU, GROȘI Material: Ag        | Descriere avers: Scut scartelat: în cartierele 1 și 3 acvila poloneză, în cartierele 2 și 4 cavalerul lituaniann; în inima scutului, blazonul Casei Vasa Descriere revers: Globul cruciger, sub cruce valoarea nominala (1/24) Descriere exergă: - Legendă revers: * MONE · NO (însemn monetar) REG · POLO *                                                     | Muzeul Țării Crișurilor, Oradea | Cimec    |
|      | Półtorak koronny          | Datare: 1626 Școală: Monetăriile Coroanei Descoperit: jud. BIHOR, com. AUȘEU, GROȘI Material: Ag        | Descriere avers: Scut scartelat: în cartierele 1 și 3 acvila poloneză, în cartierele 2 și 4 cavalerul lituaniann; în inima scutului, blazonul Casei Vasa Descriere revers: Globul cruciger, sub cruce valoarea nominala (1/24) Descriere exergă: - Legendă revers: * MONE · NO (însemn monetar) REG · POLO *                                                     | Muzeul Țării Crișurilor, Oradea | Cimec    |
|      | Półtorak koronny          | Datare: 1624 Școală: Monetăriile Coroanei Descoperit: jud. BIHOR, com. AUȘEU, GROȘI Material: Ag        | Descriere avers: Scut scartelat: în cartierele 1 și 3 acvila poloneză, în cartierele 2 și 4 cavalerul lituaniann; în inima scutului, blazonul Casei Vasa Descriere revers: Globul cruciger, sub cruce valoarea nominala (1/24) Descriere exergă: - Legendă revers: * MONE · NO (însemn monetar) REG · POLO *                                                     | Muzeul Țării Crișurilor, Oradea | Cimec    |
|      | Półtorak koronny          | Datare: 1624 Școală: Monetăriile Coroanei Descoperit: jud. BIHOR, com. AUȘEU, GROȘI Material: Ag        | Descriere avers: Scut scartelat: în cartierele 1 și 3 acvila poloneză, în cartierele 2 și 4 cavalerul lituaniann; în inima scutului, blazonul Casei Vasa Descriere revers: Globul cruciger, sub cruce valoarea nominala (1/24) Descriere exergă: - Legendă revers: * MONE · NO (însemn monetar) REG · POLO *                                                     | Muzeul Țării Crișurilor, Oradea | Cimec    |
|      | Półtorak koronny          | Datare: 1624 Școală: Monetăriile Coroanei Descoperit: jud. BIHOR, com. AUȘEU, GROȘI Material: Ag        | Descriere avers: Scut scartelat: în cartierele 1 și 3 acvila poloneză, în cartierele 2 și 4 cavalerul lituaniann; în inima scutului, blazonul Casei Vasa Descriere revers: Globul cruciger, sub cruce valoarea nominala (1/24) Descriere exergă: - Legendă revers: * MONE · NO (însemn monetar) REG · POLO *                                                     | Muzeul Țării Crișurilor, Oradea | Cimec    |
|      | Półtorak koronny          | Datare: 1624 Școală: Monetăriile Coroanei Descoperit: jud. BIHOR, com. AUȘEU, GROȘI Material: Ag        | Descriere avers: Scut scartelat: în cartierele 1 și 3 acvila poloneză, în cartierele 2 și 4 cavalerul lituaniann; în inima scutului, blazonul Casei Vasa Descriere revers: Globul cruciger, sub cruce valoarea nominala (1/24) Descriere exergă: - Legendă revers: * MONE · NO (însemn monetar) REG · POLO *                                                     | Muzeul Țării Crișurilor, Oradea | Cimec    |
|      | Półtorak koronny          | Datare: 1624 Școală: Monetăriile Coroanei Descoperit: jud. BIHOR, com. AUȘEU, GROȘI Material: Ag        | Descriere avers: Scut scartelat: în cartierele 1 și 3 acvila poloneză, în cartierele 2 și 4 cavalerul lituaniann; în inima scutului, blazonul Casei Vasa Descriere revers: Globul cruciger, sub cruce valoarea nominala (1/24) Descriere exergă: - Legendă revers: * MONE · NO (însemn monetar) REG · POLO *                                                     | Muzeul Țării Crișurilor, Oradea | Cimec    |
|      | Półtorak koronny          | Datare: 1623 Școală: Monetăriile Coroanei Descoperit: jud. BIHOR, com. AUȘEU, GROȘI Material: Ag        | Descriere avers: Scut scartelat: în cartierele 1 și 3 acvila poloneză, în cartierele 2 și 4 cavalerul lituaniann; în inima scutului, blazonul Casei Vasa Descriere revers: Globul cruciger, sub cruce valoarea nominala (1/24) Descriere exergă: - Legendă revers: * MONE · NO (însemn monetar) REG · POLO *                                                     | Muzeul Țării Crișurilor, Oradea | Cimec    |
|      | Półtorak koronny          | Datare: 1622 Școală: Monetăriile Coroanei Descoperit: jud. BIHOR, com. AUȘEU, GROȘI Material: Ag        | Descriere avers: Scut scartelat: în cartierele 1 și 3 acvila poloneză, în cartierele 2 și 4 cavalerul lituaniann; în inima scutului, blazonul Casei Vasa Descriere revers: Globul cruciger, sub cruce valoarea nominala (1/24) Descriere exergă: - Legendă revers: * MONE · NO (însemn monetar) REG · POLO *                                                     | Muzeul Țării Crișurilor, Oradea | Cimec    |
|      | Dreipölker                | Datare: 1624 Descoperit: jud. BIHOR, com. AUȘEU, GROȘI Material: Ag                                     | Descriere avers: Scut scartelat cu armele Brandenburgului, Pomeraniei, Ducatelor Kleve și Jülich; în mijloc un sceptru, deasupra coroana ducală care împarte legenda Descriere revers: Globul cruciger, sub cruce valoarea nominala (1/24) Legendă revers: MONE NOVA DVC PRVS                                                                                    | Muzeul Țării Crișurilor, Oradea | Cimec    |
|      | Półtorak koronny          | Datare: 1624 Școală: Monetăriile Coroanei Descoperit: jud. BIHOR, com. AUȘEU, GROȘI Material: Ag        | Descriere avers: Scut scartelat: în cartierele 1 și 3 acvila poloneză, în cartierele 2 și 4 cavalerul lituaniann; în inima scutului, blazonul Casei Vasa Descriere revers: Globul cruciger, sub cruce valoarea nominala (1/24) Descriere exergă: - Legendă revers: * MONE · NO (însemn monetar) REG · POLO *                                                     | Muzeul Țării Crișurilor, Oradea | Cimec    |
|      | Półtorak koronny          | Datare: 1625 Școală: Monetăriile Coroanei Descoperit: jud. BIHOR, com. AUȘEU, GROȘI Material: Ag        | Descriere avers: Scut scartelat: în cartierele 1 și 3 acvila poloneză, în cartierele 2 și 4 cavalerul lituaniann; în inima scutului, blazonul Casei Vasa Descriere revers: Globul cruciger, sub cruce valoarea nominala (1/24) Descriere exergă: - Legendă revers: * MONE · NO (însemn monetar) REG · POLO *                                                     | Muzeul Țării Crișurilor, Oradea | Cimec    |
|      | 3 groși (trojak)          | Datare: 1632 Școală: Elbing (atelierul suedez) Descoperit: jud. BIHOR, com. AUȘEU, GROȘI Material: Ag   | Descriere avers: Bustul regelui cu guler inalt Descriere revers: În primul registru însemnul valorii, în al doilea registru blazon Vasa flancat de doi lei, în următoarele trei registre legenda monetară, în ultimul registru însemn monetar. Legendă revers: III / 1-6-3-2 / GROS · ARG / TRIP · REG / SVEC ·                                                  | Muzeul Țării Crișurilor, Oradea | Cimec    |
|      | Półtorak koronny          | Datare: 1622 Școală: Monetăriile Coroanei Descoperit: jud. BIHOR, com. AUȘEU, GROȘI Material: Ag        | Descriere avers: Scut scartelat: în cartierele 1 și 3 acvila poloneză, în cartierele 2 și 4 cavalerul lituaniann; în inima scutului, blazonul Casei Vasa Descriere revers: Globul cruciger, sub cruce valoarea nominala (1/24) Descriere exergă: - Legendă revers: * MONE · NO (însemn monetar) REG · POLO *                                                     | Muzeul Țării Crișurilor, Oradea | Cimec    |
|      | Półtorak koronny          | Datare: 1623 Școală: Monetăriile Coroanei Descoperit: jud. BIHOR, com. AUȘEU, GROȘI Material: Ag        | Descriere avers: Scut scartelat: în cartierele 1 și 3 acvila poloneză, în cartierele 2 și 4 cavalerul lituaniann; în inima scutului, blazonul Casei Vasa Descriere revers: Globul cruciger, sub cruce valoarea nominala (1/24) Descriere exergă: - Legendă revers: * MONE · NO (însemn monetar) REG · POLO *                                                     | Muzeul Țării Crișurilor, Oradea | Cimec    |
|      | Półtorak koronny          | Datare: 1621 Școală: Monetăriile Coroanei Descoperit: jud. BIHOR, com. AUȘEU, GROȘI Material: Ag        | Descriere avers: Scut scartelat: în cartierele 1 și 3 acvila poloneză, în cartierele 2 și 4 cavalerul lituaniann; în inima scutului, blazonul Casei Vasa Descriere revers: Globul cruciger, sub cruce valoarea nominala (1/24) Descriere exergă: - Legendă revers: * MONE · NO (însemn monetar) REG · POLO *                                                     | Muzeul Țării Crișurilor, Oradea | Cimec    |
|      | Półtorak koronny          | Datare: 1623 Școală: Monetăriile Coroanei Descoperit: jud. BIHOR, com. AUȘEU, GROȘI Material: Ag        | Descriere avers: Scut scartelat: în cartierele 1 și 3 acvila poloneză, în cartierele 2 și 4 cavalerul lituaniann; în inima scutului, blazonul Casei Vasa Descriere revers: Globul cruciger, sub cruce valoarea nominala (1/24) Descriere exergă: - Legendă revers: * MONE · NO (însemn monetar) REG · POLO *                                                     | Muzeul Țării Crișurilor, Oradea | Cimec    |
|      | Półtorak koronny          | Datare: 1624 Școală: Monetăriile Coroanei Descoperit: jud. BIHOR, com. AUȘEU, GROȘI Material: Ag        | Descriere avers: Scut scartelat: în cartierele 1 și 3 acvila poloneză, în cartierele 2 și 4 cavalerul lituaniann; în inima scutului, blazonul Casei Vasa Descriere revers: Globul cruciger, sub cruce valoarea nominala (1/24) Descriere exergă: - Legendă revers: * MONE · NO (însemn monetar) REG · POLO *                                                     | Muzeul Țării Crișurilor, Oradea | Cimec    |
|      | Półtorak koronny          | Datare: 1622 Școală: Monetăriile Coroanei Descoperit: jud. BIHOR, com. AUȘEU, GROȘI Material: Ag        | Descriere avers: Scut scartelat: în cartierele 1 și 3 acvila poloneză, în cartierele 2 și 4 cavalerul lituaniann; în inima scutului, blazonul Casei Vasa Descriere revers: Globul cruciger, sub cruce valoarea nominala (1/24) Descriere exergă: - Legendă revers: * MONE · NO (însemn monetar) REG · POLO *                                                     | Muzeul Țării Crișurilor, Oradea | Cimec    |
|      | Półtorak elbląski         | Datare: 1633 Școală: Elbing (atelierul suedez) Descoperit: jud. BIHOR, com. AUȘEU, GROȘI Material: Ag   | Descriere avers: Scut scartelat cu armele Regatului Suediei; în mijloc un sceptru, deasupra coroana regală care împarte legenda Descriere revers: Globul cruciger, sub cruce valoarea nominala (1/24) Legendă revers: MON · NO (·) (însemn monetar) (…) | Muzeul Țării Crișurilor, Oradea | Cimec    |
|      | Półtorak elbląski         | Datare: 1630 Școală: Elbing Descoperit: jud. BIHOR, com. AUȘEU, GROȘI Material: Ag                      | Descriere avers: Scut scartelat cu armele Regatului Suediei; în mijloc un sceptru, deasupra coroana regală care împarte legenda Descriere revers: Globul cruciger, sub cruce valoarea nominala (1/24) Legendă revers: MON : NO : (însemn monetar) CIVI : ELB ·                                                                                                   | Muzeul Țării Crișurilor, Oradea | Cimec    |
|      | Półtorak koronny          | Datare: 1623 Școală: Monetăriile Coroanei Descoperit: jud. BIHOR, com. AUȘEU, GROȘI Material: Ag        | Descriere avers: Scut scartelat: în cartierele 1 și 3 acvila poloneză, în cartierele 2 și 4 cavalerul lituaniann; în inima scutului, blazonul Casei Vasa Descriere revers: Globul cruciger, sub cruce valoarea nominala (1/24) Descriere exergă: - Legendă revers: * MONE · NO (însemn monetar) REG · POLO *                                                     | Muzeul Țării Crișurilor, Oradea | Cimec    |
|      | Półtorak koronny          | Datare: 1623 Școală: Monetăriile Coroanei Descoperit: jud. BIHOR, com. AUȘEU, GROȘI Material: Ag        | Descriere avers: Scut scartelat: în cartierele 1 și 3 acvila poloneză, în cartierele 2 și 4 cavalerul lituaniann; în inima scutului, blazonul Casei Vasa Descriere revers: Globul cruciger, sub cruce valoarea nominala (1/24) Descriere exergă: - Legendă revers: * MONE · NO (însemn monetar) REG · POLO *                                                     | Muzeul Țării Crișurilor, Oradea | Cimec    |
|      | Półtorak koronny          | Datare: 1620 Școală: Monetăriile Coroanei Descoperit: jud. BIHOR, com. AUȘEU, GROȘI Material: Ag        | Descriere avers: Scut scartelat: în cartierele 1 și 3 acvila poloneză, în cartierele 2 și 4 cavalerul lituaniann; în inima scutului, blazonul Casei Vasa Descriere revers: Globul cruciger, sub cruce valoarea nominala (1/24) Descriere exergă: - Legendă revers: * MONE · NO (însemn monetar) REG · POLO *                                                     | Muzeul Țării Crișurilor, Oradea | Cimec    |
|      | Półtorak koronny          | Datare: 1621 Școală: Monetăriile Coroanei Descoperit: jud. BIHOR, com. AUȘEU, GROȘI Material: Ag        | Descriere avers: Scut scartelat: în cartierele 1 și 3 acvila poloneză, în cartierele 2 și 4 cavalerul lituaniann; în inima scutului, blazonul Casei Vasa Descriere revers: Globul cruciger, sub cruce valoarea nominala (1/24) Descriere exergă: - Legendă revers: * MONE · NO (însemn monetar) REG · POLO *                                                     | Muzeul Țării Crișurilor, Oradea | Cimec    |
|      | Półtorak koronny          | Datare: 1623 Școală: Monetăriile Coroanei Descoperit: jud. BIHOR, com. AUȘEU, GROȘI Material: Ag        | Descriere avers: Scut scartelat: în cartierele 1 și 3 acvila poloneză, în cartierele 2 și 4 cavalerul lituaniann; în inima scutului, blazonul Casei Vasa Descriere revers: Globul cruciger, sub cruce valoarea nominala (1/24) Descriere exergă: - Legendă revers: * MONE · NO (însemn monetar) REG · POLO *                                                     | Muzeul Țării Crișurilor, Oradea | Cimec    |
|      | Półtorak koronny          | Datare: 1624 Școală: Monetăriile Coroanei Descoperit: jud. BIHOR, com. AUȘEU, GROȘI Material: Ag        | Descriere avers: Scut scartelat: în cartierele 1 și 3 acvila poloneză, în cartierele 2 și 4 cavalerul lituaniann; în inima scutului, blazonul Casei Vasa Descriere revers: Globul cruciger, sub cruce valoarea nominala (1/24) Descriere exergă: - Legendă revers: * MONE · NO (însemn monetar) REG · POLO *                                                     | Muzeul Țării Crișurilor, Oradea | Cimec    |
|      | Półtorak koronny          | Datare: 1623 Școală: Monetăriile Coroanei Descoperit: jud. BIHOR, com. AUȘEU, GROȘI Material: Ag        | Descriere avers: Scut scartelat: în cartierele 1 și 3 acvila poloneză, în cartierele 2 și 4 cavalerul lituaniann; în inima scutului, blazonul Casei Vasa Descriere revers: Globul cruciger, sub cruce valoarea nominala (1/24) Descriere exergă: - Legendă revers: * MONE · NO (însemn monetar) REG · POLO *                                                     | Muzeul Țării Crișurilor, Oradea | Cimec    |
|      | Półtorak koronny          | Datare: 1623 Școală: Monetăriile Coroanei Descoperit: jud. BIHOR, com. AUȘEU, GROȘI Material: Ag        | Descriere avers: Scut scartelat: în cartierele 1 și 3 acvila poloneză, în cartierele 2 și 4 cavalerul lituaniann; în inima scutului, blazonul Casei Vasa Descriere revers: Globul cruciger, sub cruce valoarea nominala (1/24) Descriere exergă: - Legendă revers: * MONE · NO (însemn monetar) REG · POLO *                                                     | Muzeul Țării Crișurilor, Oradea | Cimec    |
|      | Półtorak elbląski         | Datare: 1633 Școală: Elbing (atelierul suedez) Descoperit: jud. BIHOR, com. AUȘEU, GROȘI Material: Ag   | Descriere avers: Scut scartelat cu armele Regatului Suediei; în mijloc un sceptru, deasupra coroana regală care împarte legenda Descriere revers: Globul cruciger, sub cruce valoarea nominala (1/24) Legendă revers: MON · NO (·) (însemn monetar) (·) REG · (…)                                                                                                | Muzeul Țării Crișurilor, Oradea | Cimec    |
|      | Półtorak koronny          | Datare: 1621 Școală: Monetăriile Coroanei Descoperit: jud. BIHOR, com. AUȘEU, GROȘI Material: Ag        | Descriere avers: Scut scartelat: în cartierele 1 și 3 acvila poloneză, în cartierele 2 și 4 cavalerul lituaniann; în inima scutului, blazonul Casei Vasa Descriere revers: Globul cruciger, sub cruce valoarea nominala (1/24) Descriere exergă: - Legendă revers: * MONE · NO (însemn monetar) REG · POLO *                                                     | Muzeul Țării Crișurilor, Oradea | Cimec    |
|      | Półtorak koronny          | Datare: 1625 Școală: Monetăriile Coroanei Descoperit: jud. BIHOR, com. AUȘEU, GROȘI Material: Ag        | Descriere avers: Scut scartelat: în cartierele 1 și 3 acvila poloneză, în cartierele 2 și 4 cavalerul lituaniann; în inima scutului, blazonul Casei Vasa Descriere revers: Globul cruciger, sub cruce valoarea nominala (1/24) Descriere exergă: - Legendă revers: * MONE · NO (însemn monetar) REG · POLO *                                                     | Muzeul Țării Crișurilor, Oradea | Cimec    |
|      | Półtorak koronny          | Datare: 1624 Școală: Monetăriile Coroanei Descoperit: jud. BIHOR, com. AUȘEU, GROȘI Material: Ag        | Descriere avers: Scut scartelat: în cartierele 1 și 3 acvila poloneză, în cartierele 2 și 4 cavalerul lituaniann; în inima scutului, blazonul Casei Vasa Descriere revers: Globul cruciger, sub cruce valoarea nominala (1/24) Descriere exergă: - Legendă revers: * MONE · NO (însemn monetar) REG · POLO *                                                     | Muzeul Țării Crișurilor, Oradea | Cimec    |
|      | Półtorak koronny          | Datare: 1624 Școală: Monetăriile Coroanei Descoperit: jud. BIHOR, com. AUȘEU, GROȘI Material: Ag        | Descriere avers: Scut scartelat: în cartierele 1 și 3 acvila poloneză, în cartierele 2 și 4 cavalerul lituaniann; în inima scutului, blazonul Casei Vasa Descriere revers: Globul cruciger, sub cruce valoarea nominala (1/24) Descriere exergă: - Legendă revers: * MONE · NO (însemn monetar) REG · POLO *                                                     | Muzeul Țării Crișurilor, Oradea | Cimec    |
|      | Półtorak koronny          | Datare: 1623 Școală: Monetăriile Coroanei Descoperit: jud. BIHOR, com. AUȘEU, GROȘI Material: Ag        | Descriere avers: Scut scartelat: în cartierele 1 și 3 acvila poloneză, în cartierele 2 și 4 cavalerul lituaniann; în inima scutului, blazonul Casei Vasa Descriere revers: Globul cruciger, sub cruce valoarea nominala (1/24) Descriere exergă: - Legendă revers: * MONE · NO (însemn monetar) REG · POLO *                                                     | Muzeul Țării Crișurilor, Oradea | Cimec    |
|      | Półtorak koronny          | Datare: 1624 Școală: Monetăriile Coroanei Descoperit: jud. BIHOR, com. AUȘEU, GROȘI Material: Ag        | Descriere avers: Scut scartelat: în cartierele 1 și 3 acvila poloneză, în cartierele 2 și 4 cavalerul lituaniann; în inima scutului, blazonul Casei Vasa Descriere revers: Globul cruciger, sub cruce valoarea nominala (1/24) Descriere exergă: - Legendă revers: * MONE · NO (însemn monetar) REG · POLO *                                                     | Muzeul Țării Crișurilor, Oradea | Cimec    |
|      | Półtorak koronny          | Datare: 1625 Școală: Monetăriile Coroanei Descoperit: jud. BIHOR, com. AUȘEU, GROȘI Material: Ag        | Descriere avers: Scut scartelat: în cartierele 1 și 3 acvila poloneză, în cartierele 2 și 4 cavalerul lituaniann; în inima scutului, blazonul Casei Vasa Descriere revers: Globul cruciger, sub cruce valoarea nominala (1/24) Descriere exergă: - Legendă revers: * MONE · NO (însemn monetar) REG · POLO *                                                     | Muzeul Țării Crișurilor, Oradea | Cimec    |
|      | Półtorak koronny          | Datare: 1622 Școală: Monetăriile Coroanei Descoperit: jud. BIHOR, com. AUȘEU, GROȘI Material: Ag        | Descriere avers: Scut scartelat: în cartierele 1 și 3 acvila poloneză, în cartierele 2 și 4 cavalerul lituaniann; în inima scutului, blazonul Casei Vasa Descriere revers: Globul cruciger, sub cruce valoarea nominala (1/24) Descriere exergă: - Legendă revers: * MONE · NO (însemn monetar) REG · POLO *                                                     | Muzeul Țării Crișurilor, Oradea | Cimec    |
|      | Półtorak koronny          | Datare: 1620 Școală: Monetăriile Coroanei Descoperit: jud. BIHOR, com. AUȘEU, GROȘI Material: Ag        | Descriere avers: Scut scartelat: în cartierele 1 și 3 acvila poloneză, în cartierele 2 și 4 cavalerul lituaniann; în inima scutului, blazonul Casei Vasa Descriere revers: Globul cruciger, sub cruce valoarea nominala (1/24) Descriere exergă: - Legendă revers: * MONE · NO (însemn monetar) REG · POLO *                                                     | Muzeul Țării Crișurilor, Oradea | Cimec    |
|      | Półtorak koronny          | Datare: 1623 Școală: Monetăriile Coroanei Descoperit: jud. BIHOR, com. AUȘEU, GROȘI Material: Ag        | Descriere avers: Scut scartelat: în cartierele 1 și 3 acvila poloneză, în cartierele 2 și 4 cavalerul lituaniann; în inima scutului, blazonul Casei Vasa Descriere revers: Globul cruciger, sub cruce valoarea nominala (1/24) Descriere exergă: - Legendă revers: * MONE · NO (însemn monetar) REG · POLO *                                                     | Muzeul Țării Crișurilor, Oradea | Cimec    |
|      | Półtorak koronny          | Datare: 1622 Școală: Monetăriile Coroanei Descoperit: jud. BIHOR, com. AUȘEU, GROȘI Material: Ag        | Descriere avers: Scut scartelat: în cartierele 1 și 3 acvila poloneză, în cartierele 2 și 4 cavalerul lituaniann; în inima scutului, blazonul Casei Vasa Descriere revers: Globul cruciger, sub cruce valoarea nominala (1/24) Descriere exergă: - Legendă revers: * MONE · NO (însemn monetar) REG · POLO *                                                     | Muzeul Țării Crișurilor, Oradea | Cimec    |
|      | Półtorak elbląski         | Datare: 1633 Școală: Elbing (atelierul suedez) Descoperit: jud. BIHOR, com. AUȘEU, GROȘI Material: Ag   | Descriere avers: Scut scartelat cu armele Regatului Suediei; în mijloc un sceptru, deasupra coroana regală care împarte legenda Descriere revers: Globul cruciger, sub cruce valoarea nominala (1/24) Legendă revers: MON · NO (·) (însemn monetar) (…) | Muzeul Țării Crișurilor, Oradea | Cimec    |
|      | Półtorak koronny          | Datare: 1623 Școală: Monetăriile Coroanei Descoperit: jud. BIHOR, com. AUȘEU, GROȘI Material: Ag        | Descriere avers: Scut scartelat: în cartierele 1 și 3 acvila poloneză, în cartierele 2 și 4 cavalerul lituaniann; în inima scutului, blazonul Casei Vasa Descriere revers: Globul cruciger, sub cruce valoarea nominala (1/24) Descriere exergă: - Legendă revers: * MONE · NO (însemn monetar) REG · POLO *                                                     | Muzeul Țării Crișurilor, Oradea | Cimec    |
|      | Półtorak koronny          | Datare: 1623 Școală: Monetăriile Coroanei Descoperit: jud. BIHOR, com. AUȘEU, GROȘI Material: Ag        | Descriere avers: Scut scartelat: în cartierele 1 și 3 acvila poloneză, în cartierele 2 și 4 cavalerul lituaniann; în inima scutului, blazonul Casei Vasa Descriere revers: Globul cruciger, sub cruce valoarea nominala (1/24) Descriere exergă: - Legendă revers: * MONE · NO (însemn monetar) REG · POLO *                                                     | Muzeul Țării Crișurilor, Oradea | Cimec    |
|      | Półtorak koronny          | Datare: 1624 Școală: Monetăriile Coroanei Descoperit: jud. BIHOR, com. AUȘEU, GROȘI Material: Ag        | Descriere avers: Scut scartelat: în cartierele 1 și 3 acvila poloneză, în cartierele 2 și 4 cavalerul lituaniann; în inima scutului, blazonul Casei Vasa Descriere revers: Globul cruciger, sub cruce valoarea nominala (1/24) Descriere exergă: - Legendă revers: * MONE · NO (însemn monetar) REG · POLO *                                                     | Muzeul Țării Crișurilor, Oradea | Cimec    |
|      | Półtorak koronny          | Datare: 1625 Școală: Monetăriile Coroanei Descoperit: jud. BIHOR, com. AUȘEU, GROȘI Material: Ag        | Descriere avers: Scut scartelat: în cartierele 1 și 3 acvila poloneză, în cartierele 2 și 4 cavalerul lituaniann; în inima scutului, blazonul Casei Vasa Descriere revers: Globul cruciger, sub cruce valoarea nominala (1/24) Descriere exergă: - Legendă revers: * MONE · NO (însemn monetar) REG · POLO *                                                     | Muzeul Țării Crișurilor, Oradea | Cimec    |
|      | Półtorak koronny          | Datare: 1623 Școală: Monetăriile Coroanei Descoperit: jud. BIHOR, com. AUȘEU, GROȘI Material: Ag        | Descriere avers: Scut scartelat: în cartierele 1 și 3 acvila poloneză, în cartierele 2 și 4 cavalerul lituaniann; în inima scutului, blazonul Casei Vasa Descriere revers: Globul cruciger, sub cruce valoarea nominala (1/24) Descriere exergă: - Legendă revers: * MONE · NO (însemn monetar) REG · POLO *                                                     | Muzeul Țării Crișurilor, Oradea | Cimec    |